# Forest Silence
Forest Silence is een Hongaarse blackmetalband, opgericht in 1996 in Szombathely.

## Bandleden
- Winter - vocalen
- Nagy Andreas - gitaar (oud-lid)
- Zoltan Schoenberger - drums (oud-lid)

## Discografie
- The 3rd Winter (1997, demo)
- Winter Circle (2000, demo)
- The Eternal Winter (2002, demo)
- Philosophy of Winter (2006)
- Winter Ritual (2010, ep)